# Neolaeops microphthalmus
Neolaeops microphthalmus es una especie de pez de la familia Bothidae en el orden de los Pleuronectiformes.

## Hábitat
Es un pez de mar.

## Morfología
• Pueden llegar alcanzar los 21 cm de longitud total.

## Distribución geográfica
Se encuentra desde las  costas del sur del Japón, Taiwán, Australia y KwaZulu-Natal (Sudáfrica).